# Nikolaj Kljoejev

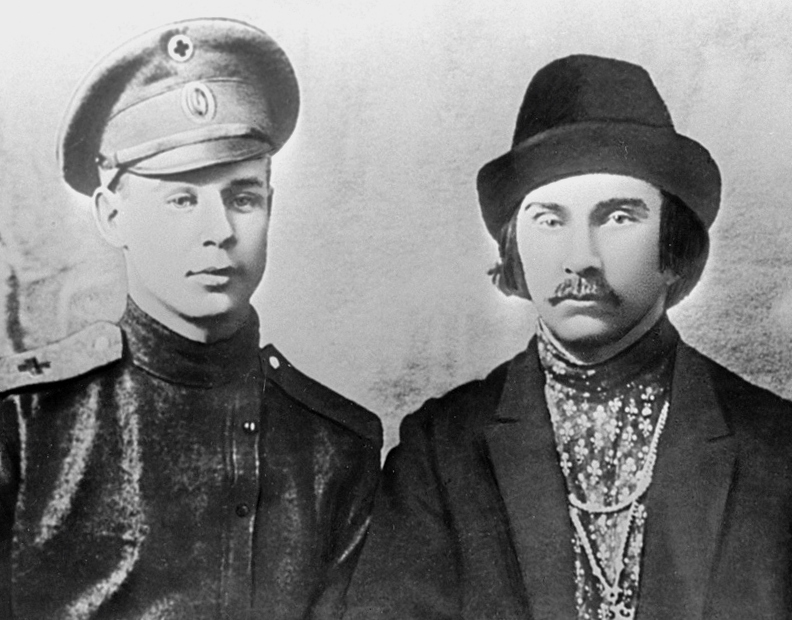
Jesenin (l) en Kljoejev, ten tijde van hun vriendschap, 1916-1917

Nikolaj Aleksejevitsj Kljoejev (Russisch: Николай Алексеевич Клюев) (Andoma, 10 oktober 1884 – Tomsk, tussen 23 oktober en 25 oktober 1937) was een Russisch schrijver en dichter.

## Leven en werk
Kljoejev werd geboren in een klein dorpje nabij Vytegra. Hij was een hechte vriend en een lange tijd een soort mentor van Sergej Jesenin. Als dichter werd hij beïnvloed door het symbolisme alsook door nationalisme en folklore. Hij ging echter vooral de literatuurgeschiedenis in als leider van de zogenoemde "boerendichters", niettegenstaande dat veel van zijn werk moeilijk toegankelijk is. 
Kljoejev werkte een hele theorie uit over de toekomst van Rusland waarin boeren de hoofdrol zouden spelen. Volgens Kljoejev was Rusland vooral en land van boeren. De boer was de drager van religieuze en sociale ideeën, en als de boer door andere klassen werd onderdrukt moesten die klassen verdwijnen. De boer zal nieuwe natuurwetten (her)invoeren, 'en een kerk van de wouden en de bodem inrichten’. 
Toen Rusland na de Russische Revolutie vooral de proletarische kant opging keerde Kljoejev zich tegen de revolutie. Uiteindelijk kwam hem dat duur te staan. In 1933 werd hij gearresteerd vanwege anti-Sovjetideeën en in 1937 in een kamp bij Tomsk gefusilleerd. 
In 1957 werd Kljoejev onder Chroesjtsjov gerehabiliteerd.

## Gedicht
Met het vallen der blaren ben jij,
Naar men mij heeft verteld, overleden,
Nu voer jij, stralend licht, d’heerschappij,
In de onkenbare hemelse stede.
Ik wil graag naar de overzij mee –
Jij hebt altijd een sprookje geleken.
Vol bewondering hebben wij twee
Naar het purperen herfstblad gekeken.
Je bestaat niet meer, naar men zei,
Maar is ’t vuur van de liefde te blussen:
Is de dag niet jouw streling voor mij,
Zijn de stralen der zon niet jouw kussen?
(vertaling M. Wiebes en M. Berg)